# Stilpo van Megara

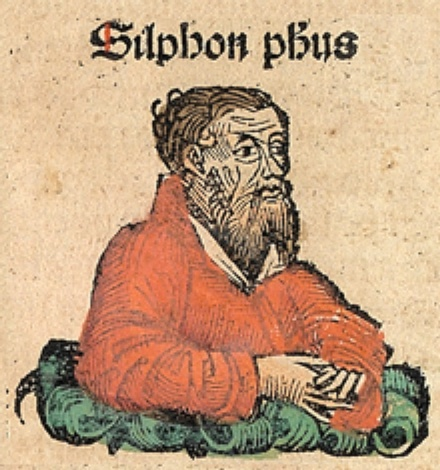
Stilpo in de Kroniek van Nürenberg

Stilpo van Megara (-, circa 380 v.Chr. –, circa 300 v.Chr.) was een Griekse filosoof in de Megarische School in Attica (Griekenland). Van hem zijn geen geschriften bewaard, wel citaten van zijn werk door andere auteurs. Via de biograaf Diogenes Laërtius is nog het meest overgeleverd.
Stilpo ging in de leer bij de filosoof Euclides van Megara en bij andere filosofen van de School. Conform aan de leer van de Megarische School was Stilpo bedreven in dialectiek en logica, alsook een criticus van de universele ideeën in de betekenis gegeven door Plato en Aristoteles. Aan Stilpo zijn negen dialogen toegeschreven. Met zijn stoïcijnse levenshouding heeft hij zijn leerling Zeno van Citium beïnvloed wanneer deze laatste het stoïcisme formaliseerde en stichtte. De satirische dichter Timon van Phleius, de scepticus Pyrrho van Elis en de wijsgeer Menedemus van Eretria waren andere leerlingen van Stilpo.
In de Kroniek van Neurenberg (15e eeuw) wordt hij Silphon van Megara genoemd.